# Kovilje
Kovilje (lat. Stipa), veliki biljni rod iz porodice trava (travovki), kojemu pripada preko 200 vrsta trajnica i grmova. U Hrvatskoj raste nekoliko vrsta, to su: vlasasto kovilje, ili babina kosa Stipa capillata, perasto kovilje (Stipa pennata) i još neke.
Kratkobodljasto kovilje ne pripada u taj rod, nego u hrapavice (Achnatherum bromoides)

## Vrste
1. Stipa academica Hicken
2. Stipa acuta Swallen
3. Stipa adamii M.Nobis
4. Stipa adoxa Klokov & Osychnyuk
5. Stipa aktauensis Roshev.
6. Stipa × alaica Pazij
7. Stipa albasiensis L.Q.Zhao & K.Guo
8. Stipa aliena Keng
9. Stipa almeriensis F.M.Vázquez
10. Stipa alta Swallen
11. Stipa ambigua Speg.
12. Stipa annua Mez
13. Stipa apertifolia Martinovský
14. Stipa arabica Trin. & Rupr.
15. Stipa araxensis Grossh.
16. Stipa argillosa Kotukhov
17. Stipa arida M.E.Jones
18. Stipa asperella Klokov & Osychnyuk
19. Stipa atlantica P.A.Smirn.
20. Stipa atriseta Stapf ex Bor
21. Stipa austroaltaica Kotukhov
22. Stipa austroitalica Martinovský
23. Stipa austromongolica M.Nobis
24. Stipa badachschanica Roshev.
25. Stipa baicalensis Roshev.
26. Stipa balansae H.Scholz
27. Stipa barbata Desf.
28. Stipa barrancaensis F.A.Roig
29. Stipa bavarica Martinovský & H.Scholz
30. Stipa bhutanica Noltie
31. Stipa boczantzevii Tzvelev
32. Stipa bomanii Hauman
33. Stipa brachychaeta Godr.
34. Stipa brachyptera Klokov
35. Stipa bracteata Swallen
36. Stipa breviflora Griseb.
37. Stipa brevipes É.Desv.
38. Stipa breviseta Caro & E.A.Sánchez
39. Stipa × brozhiana M.Nobis
40. Stipa bungeana Trin.
41. Stipa capillacea Keng
42. Stipa capillata L.
43. Stipa castellanosii F.A.Roig
44. Stipa caucasica Schmalh.
45. Stipa caudata Trin.
46. Stipa chingii Hitchc.
47. Stipa chitralensis Bor
48. Stipa clandestina Hack.
49. Stipa comata Trin. & Rupr.
50. Stipa conferta Poir.
51. Stipa consanguinea Trin. & Rupr.
52. Stipa constricta Hitchc.
53. Stipa coronata Thurb.
54. Stipa cretacea P.A.Smirn.
55. Stipa curvifolia Swallen
56. Stipa × czerepanovii Kotukhov
57. Stipa daghestanica Grossh.
58. Stipa dasyphylla (Lindem.) Czern. ex Trautv.
59. Stipa dasyvaginata Martinovský
60. Stipa diastrophica F.A.Roig
61. Stipa dickorei M.Nobis
62. Stipa diegoensis Swallen
63. Stipa dregeana Steud.
64. Stipa drobovii (Tzvelev) Czerep.
65. Stipa durifolia Parodi ex Torres
66. Stipa duthiei Hook.f.
67. Stipa editorum E.Fourn.
68. Stipa ehrenbergiana Trin. & Rupr.
69. Stipa eminens Cav.
70. Stipa endotricha Martinovský
71. Stipa × fallacina Klokov & Osychnyuk
72. Stipa × fallax M.Nobis & A.Nowak
73. Stipa gaubae Bor
74. Stipa × gegarkunii P.A.Smirn.
75. Stipa gnezdilloi Pazij
76. Stipa gracilis Roshev.
77. Stipa grandis P.A.Smirn.
78. Stipa hans-meyeri Pilg.
79. Stipa haussknechtii Boiss.
80. Stipa henrardiana Parodi
81. Stipa henryi Rendle
82. Stipa heptapotamica Golosk.
83. Stipa himalaica Roshev.
84. Stipa hirticulmis S.L.Hatch, Valdés-Reyna & Morden
85. Stipa × hissarica M.Nobis
86. Stipa hoggarensis Chrtek & Martinovský
87. Stipa hohenackeriana Trin. & Rupr.
88. Stipa holosericea Trin.
89. Stipa hookeri Stapf
90. Stipa hypsophila Speg.
91. Stipa hystricina Speg.
92. Stipa iberica Martinovský
93. Stipa ichu (Ruiz & Pav.) Kunth
94. Stipa illimanica Hack.
95. Stipa iranica Freitag
96. Stipa isoldeae H.Scholz
97. Stipa issaevii Mussajev & Sadychov
98. Stipa juncea L.
99. Stipa juncoides Speg.
100. Stipa × kamelinii Kotukhov
101. Stipa karataviensis Roshev.
102. Stipa karjaginii Mussajev & Sadychov
103. Stipa kempirica Kotukhov
104. Stipa keniensis (Pilg.) Freitag
105. Stipa kirghisorum P.A.Smirn.
106. Stipa klimesii M.Nobis
107. Stipa × kolakovskyi Tzvelev
108. Stipa korshinskyi Roshev.
109. Stipa kotuchovii M.Nobis
110. Stipa krylovii Roshev.
111. Stipa lagascae Roem. & Schult.
112. Stipa latiglumis Swallen
113. Stipa lemmonii (Vasey) Scribn.
114. Stipa leptogluma Pilg.
115. Stipa leptostachya Griseb.
116. Stipa lessingiana Trin. & Rupr.
117. Stipa letourneuxii Trab.
118. Stipa lettermanii Vasey
119. Stipa lingua Junge
120. Stipa lipskyi Roshev.
121. Stipa longiplumosa Roshev.
122. Stipa macbridei Hitchc.
123. Stipa macroglossa P.A.Smirn.
124. Stipa magnifica Junge
125. Stipa × majalis Klokov
126. Stipa mandavillei Freitag
127. Stipa × manrakica Kotukhov
128. Stipa margelanica P.A.Smirn.
129. Stipa martinovskyi Klokov
130. Stipa mayeri Martinovský
131. Stipa media (Speg.) Caro
132. Stipa meridionalis F.M.Vázquez & Devesa
133. Stipa milleana Hitchc.
134. Stipa mongolorum Tzvelev
135. Stipa multinodis Scribn. ex Beal
136. Stipa munroana Bor
137. Stipa nachiczevanica Mussajev & Sadychov
138. Stipa nakaii Honda
139. Stipa narynica M.Nobis
140. Stipa neaei Nees ex Steud.
141. Stipa nelsonii Scribn.
142. Stipa neomexicana (Thurb.) Scribn.
143. Stipa nevadensis B.L.Johnson
144. Stipa novakii Martinovský
145. Stipa obtusa (Nees & Meyen) Hitchc.
146. Stipa occidentalis Thurb. ex S.Watson
147. Stipa offneri Breistr.
148. Stipa okmirii A.V.Dengubenko
149. Stipa orientalis Trin.
150. Stipa ovczinnikovii Roshev.
151. Stipa pachypus Pilg.
152. Stipa pappiformis Keng
153. Stipa papposa Nees
154. Stipa parishii Vasey
155. Stipa pavlovii Kotukhov
156. Stipa penicillata Hand.-Mazz.
157. Stipa pennata L.
158. Stipa perplexa (Hoge & Barkworth) Wipff & S.D.Jones
159. Stipa petriei Buchanan
160. Stipa pinetorum M.E.Jones
161. Stipa platypoda Bor
162. Stipa plumosa Trin.
163. Stipa pogonathera É.Desv.
164. Stipa polyclada Hack.
165. Stipa pontica P.A.Smirn.
166. Stipa przewalskyi Roshev.
167. Stipa pseudocapillata Roshev.
168. Stipa pseudoichu Caro
169. Stipa psylantha Speg.
170. Stipa pugionata Caro & E.A.Sánchez
171. Stipa pulcherrima K.Koch
172. Stipa pungens Nees & Meyen
173. Stipa rechingeri Martinovský
174. Stipa regeliana Hack.
175. Stipa richardsonii Link
176. Stipa richteriana Kar. & Kir.
177. Stipa rigidiseta (Pilg.) Hitchc.
178. Stipa roborowskyi Roshev.
179. Stipa robusta (Vasey) Scribn.
180. Stipa rohmooiana Noltie
181. Stipa rosea Hitchc.
182. Stipa sareptana A.K.Becker
183. Stipa saxicola Hitchc.
184. Stipa scabrifolia Torres
185. Stipa scholzii Valdés
186. Stipa scirpea Speg.
187. Stipa scribneri Vasey
188. Stipa sczerbakovii Kotukhov
189. Stipa sicula Moraldo, la Valva, Ricciardi & Caputo
190. Stipa sosnowskyi Seredin
191. Stipa spartea Trin.
192. Stipa splendens Trin.
193. Stipa stillmanii Bol.
194. Stipa subaristata (Matthei) Caro & E.A.Sánchez
195. Stipa subplumosa Hicken ex F.A.Roig
196. Stipa syreistschikowii P.A.Smirn.
197. Stipa × tadzhikistanica M.Nobis
198. Stipa × talassica Pazij
199. Stipa thurberiana Piper
200. Stipa tianschanica Roshev.
201. Stipa tirsa Steven
202. Stipa tortuosa É.Desv.
203. Stipa transcarpatica Klokov
204. Stipa turkestanica Hack.
205. Stipa ucrainica P.A.Smirn.
206. Stipa venusta Phil.
207. Stipa × zaissanica Kotukhov
208. Stipa zalesskyi Wilensky ex Grossh.
209. Stipa zeravshanica M.Nobis
210. Stipa zhadaensis L.Q.Zhao & K.Guo
211. Stipa zuvantica Tzvelev